# Inna Derussowa

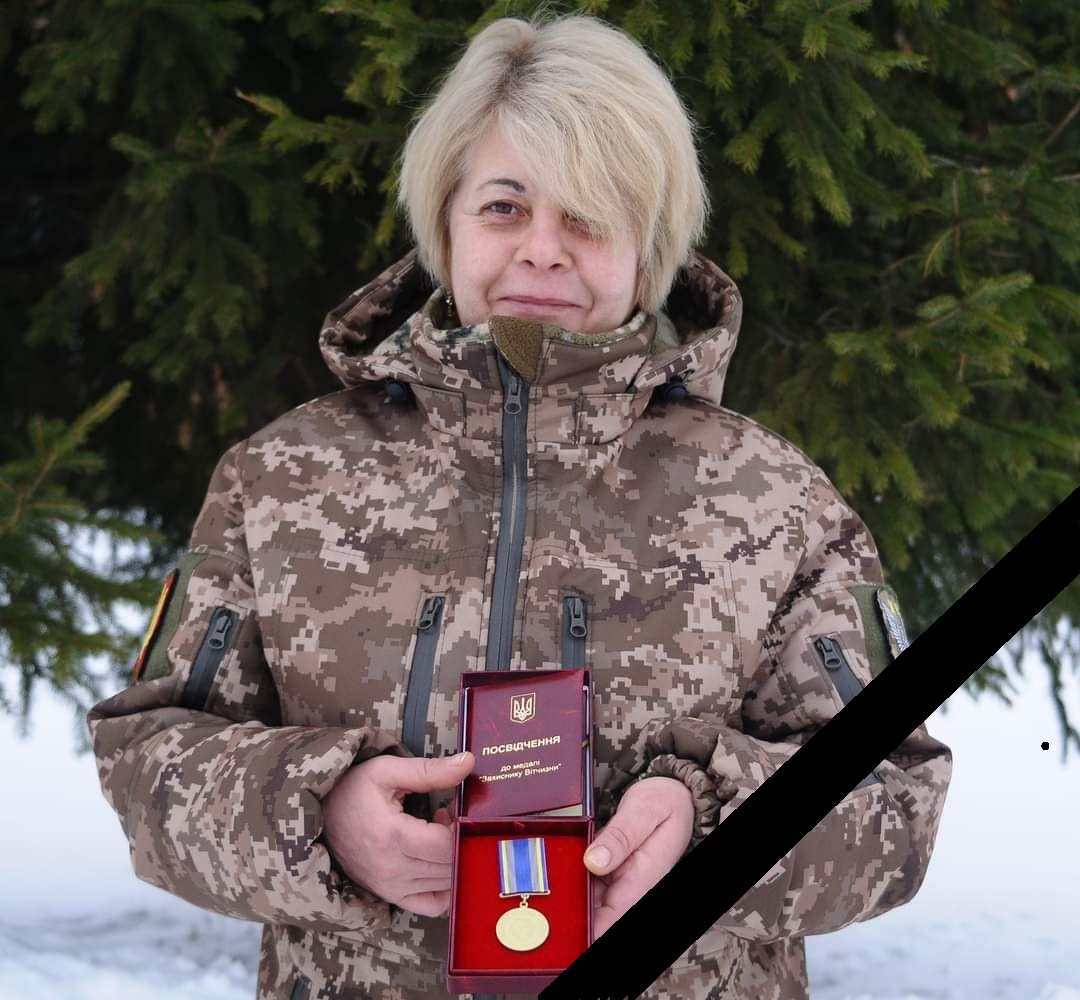
Inna Derussowa (2022)

Inna Mykolajiwna Derussowa (ukrainisch Інна Миколаївна Дерусова, * 5. Juli 1970 in Krywyj Rih, Oblast Dnipropetrowsk, USSR; † 26. Februar 2022 in Ochtyrka, Oblast Sumy, Ukraine) war eine ukrainische Unteroffizierin und Sanitäterin.

## Biografie
Nach ihrem Schulabschluss und dem Medizinstudium arbeitete sie in den 1990er-Jahren als Krankenpflegerin in einem Kindergarten in Krywyj Rih.
2015 trat sie den ukrainischen Streitkräften bei und arbeitete als Sanitäterin, Leiterin eines medizinischen Zentrums und Sanitätsausbilderin. Sie war Mitglied der 58. motorisierten Schützenbrigade des ukrainischen Heers und nahm an der Antiterror-Operation im Krieg im Donbas teil. Sie war unter anderem in Solote, Horichowe (Rajon Pokrowsk), Werchnjotorezke, Awdijiwka und Pisky stationiert.
2018 begann sie ein Bachelorstudium an der Nationalen Pädagogischen Universität in Ternopil, das sie 2020 abschloss.
Am 10. Dezember 2021 wurde ihr per Dekret des Präsidenten der Ukraine die Medaille „Verteidiger des Vaterlandes“ verliehen.
Während des russischen Überfalls auf die Ukraine war sie ab dem 24. Februar 2022 an der Schlacht um Ochtyrka beteiligt. Sie rettete mindestens 10 Militärangehörige und starb am 26. Februar durch russisches Artilleriefeuer, während sie einem Verwundeten half. Am 13. Mai 2022 wurde sie in der Allee der Ehre des Zentralfriedhofs von Krywyj Rih beerdigt.

## Vermächtnis
Am 12. März 2022 wurde Derussowa per Dekret des Präsidenten der Ukraine postum der Titel Held der Ukraine, die höchste Auszeichnung, die durch den ukrainischen Staat verliehen werden kann, verliehen. Im April 2022 wurde eine Straße in Mukatschewo nach Derussowa benannt.

## Privates
Derussowas Bruder trat 2014 dem Freiwilligenbataillon „Krywbas“ bei und arbeitete später als Polizist in Krywyj Rih. Ihr Sohn trat 2016 derselben Kampfeinheit bei wie sie und war als Mörserschütze tätig.